# 羅福星
羅福星（ら ふくせい、1886年3月14日 - 1914年3月3日）は、日本統治時代の台湾の独立運動家。苗栗事件の首謀者である。

## 経歴
羅福星はオランダ領東インド（現在のインドネシア）で生まれた。両親は広東省出身の客家であったが、1906年に祖父とともに台湾に渡り、その後先祖の地である広東省に帰還した。その後、辛亥革命の影響を受け、台湾解放闘争を決意し、台湾に潜入した。その後、台湾の客家達と連動して1913年に抗日蜂起を計画したが、蜂起前に官憲に発覚し捕縛された。
彼と同志達は翌年死刑となったが、羅福星は抗日蜂起の理由を問われた際、「日本の台湾植民地支配そのものを否定し、台湾を自由で文明的な民主社会とすべく蜂起した」と堂々と答え、死刑執行に際しても従容として死に臨むなど、日本官憲をも感動させたと伝えられている。